# Millepiani (rivista)
Millepiani è una rivista italiana a cadenza annuale di filosofia estetica e politica nata a Milano nel 1993.

## Storia della rivista
La rivista Millepiani nasce nel 1993 a Milano e vede da direzione di Tiziana Villani ed una redazione composta da Ubaldo Fadini, Francesco Galluzzi, Stefano Vailati. La rivista si servì poi fin dall'inizio di un comitato scientifico di cui hanno fatto parte intellettuali come Nanni Balestrini, Pietro Barcellona, Franco Berardi, Silvano Cacciari, Davide Calenda, Giairo Daghini, Alessandro Dal Lago, Thierry Paquot, Augusto Ponzio, Bert Theis, Paolo Vignola, Paul Virilio.
Nel 2009, parallelamente alla rivista viene pubblicata la collana Millepiani/urban.